# 富西爾農場 (加利福尼亞州)
富斯爾農場（英語：Foothill Farms）是位於美國加利福尼亞州薩克拉門托縣的一個人口普查指定地區。

## 地理
富斯爾農場的座標為38°40′54″N 121°20′54″W / 38.68167°N 121.34833°W，而該地最高點為海拔高度41米（即135英尺）。

## 人口
根據2010年美國人口普查的數據，富斯爾農場的面積為10.873平方千米，均為陸地。當地共有人口33121人，而人口密度為每平方千米3,046人。